# Jogos Olímpicos de Verão de 1944
Os Jogos da XIII Olimpíada da Era Moderna nunca foram realizados devido à Segunda Guerra Mundial. Os jogos seriam realizados em Londres, Reino Unido, que ganhou a licitação na primeira votação em uma eleição de junho de 1939 no COI sobre Roma, Detroit, Lausana, Atenas, Budapeste, Helsinque e Montreal. A seleção foi feita na 38ª sessão do COI em Londres, em 1939.; a XIV Olimpíada de Verão veio a ser realizada em Londres quatro anos depois, em 1948.

## História dos Jogos Olímpicos de Verão - 1944
Pela terceira vez na história das Olimpíadas Modernas uma edição dos Jogos Olímpicos não foi realizada. A Segunda Guerra Mundial provocou o cancelamento da segunda Olimpíada consecutiva (1940 e 1944).